# 驗鈔機
驗鈔機，又稱鈔票智能測檢機，是可以分辨鈔票真偽的機器。驗鈔機常用於商店、食肆及銀行的出納處等常收受金錢的地方，以避免收到偽鈔招致無謂的金錢損失。
簡易型的驗鈔機是可發出紫外線光線的燈具，以照出鈔票上隱藏的防偽圖樣；而現今的驗鈔機又兼有數鈔的功能。

## 参見
- 數鈔機